# Мисак Йосиф Степанович
Йосиф Степанович Мисак (нар. 8 квітня 1948; с. Нестаничі — пом. 18 липня 2017) — український теплоенергетик, інженер, доктор технічних наук, професор, завідувач кафедри теплотехніки, теплових і атомних електричних станцій в НУ «Львівська Політехніка», генеральний директор ПАТ «ЛЬВІВОРГРЕС».

## Біографія
Народився 8 квітня 1948 року на Львівщині.
У 1972 році закінчив Львівський політехнічний інститут, з 1972 по 1989 рік працював у Південному відділенні ОРГРЕС, де пройшов усі сходинки кар'єрного росту від інженера до директора з технологій та науково-технічної роботи.
Від 1989 року працював у Львівській політехніці. У 1994 році отримав науковий ступінь доктор технічних наук.
З 1996 — завідувач кафедри теплотехніки, теплових і атомних електричних станцій Інституту енергетики та систем керування Національного університету «Львівська політехніка», у тому ж році було присвоєно вчене звання «професор».
Член виконкому Ради — керівник секції енергетики та енергозбереження Західного наукового центру НАН України і МОН України.
Член Центрального правління Науково-технічної спілки енергетиків та електротехніків України.
Помер 18 липня 2017 року.

## Науковий доробок
Досліджував оптимізацію роботи теплоенергетичного устаткування енергоустановок ТЕС і АЕС, зниження шкідливих викидів в атмосферу при спалюванні органічного палива на ТЕС; підвищення маневреності, надійності та економічності роботи котлів та енергоблоків.
Автор понад 450 публікацій, а також понад 100 авторських свідоцтв та патентів України, 7 монографій, 10 навчальних посібників, багатьох методичних розробок та документів для міністерства енергетики та вугільної промисловості України.
Був членом двох спеціалізованих Вчених рад з присудження наукового ступеня доктора наук, був членом науково-технічної ради з теплоенергетики міністерства Енергетики та вугільної промисловості України, членом редакційної колегії в 6 спеціалізованих технічних видань в Україні та закордоном.

## Публікації
1. Мисак Й. С., Гнатишин Я. М., Івасик Я. Ф. Паливні пристрої для спалювання низькосортних палив. — Львів: НУ «Львівська політехніка», 2002, — 135 с.
2. Янко П. І., Мисак Й. С. Режими експлуатації енергетичних котлів. — Львів: НВФ «Українські технології», 2004—271 с. — Монографія.
3. Мисак Й. С., Івасик Я. Ф., Гут П. О., Лашковська Н. М. Експлуатація об'єктів ТЕС. НУ «Львівська політехніка», 2007—300 с.
4. Експлуатація та налагодження енергетичного устаткування ТЕС ВАТ «Західенерго». За ред. Омеляновського П. Й., Мисак Й. С. АВФ, Українські технології 2005—410 с. Збірник публікацій.
5. Посібник з ПТЕ (теплотехнічна частина), том I і II, За ред. Мисака Й. С., Київ, ОЕП «ГРІФРЕ» 2008—1109с.
6. Мисак Й. С., Дворовенко В. М., Галянчук І. Р. Пускові режими парових турбін енергоблоків ТЕС. Львів: НВФ «Українські технології», 2008—175 с. — Монографія.
7. Мисак Й. С., Дворовенко В. М., Кравець Т. Ю. Зупинення парових турбін. Львів: НВФ «Українські технології», 2011—193 с. — Монографія.
8. Мисак Й. С., Возняк О. Т., Дацько О. С., Шаповал С. П. Сонячна енерге тика. Теорія і практика., Львів Видавництво ЛП, 2014—339с.- Монографія.

## Нагороди
- Нагрудний знак «Винахідник СРСР» (1986)
- Заслужений діяч науки та техніки України (18 серпня 2009) — за значний особистий внесок у соціально-економічний, культурний розвиток Української держави, вагомі трудові досягнення та з нагоди 18-ї річниці незалежності України[8];
- Державна премія України в галузі науки і техніки (2012) — за роботу «Підвищення маневреності, надійності і економічності енергоблоків з пиловугільними і газомазутними котлами та ефективності систем теплопостачання»[9].